# Hafizabad (distrikt)

Karta över provinsen Punjab med distriktet Hafizabad markerat

Hafizabad (urdu: ضلع حافظ آباد ) är ett distrikt i den pakistanska provinsen Punjab. Administrativa huvudorten är Hafizabad.

## Administrativ indelning
Distriktet är indelat i två Tehsil.
- Hafizabad Tehsil
- Pindi Bhattian Tehsil